# Tincry
 Tincry  es una población y comuna francesa, en la región de Lorena, departamento de Mosela, en el distrito de Château-Salins y cantón de Delme.

## Demografía
| 170 | 145 | 150 | 139 | 126 | 133 |
| Para los censos de 1962 a 1999 la población legal corresponde a la población sin duplicidades (Fuente: INSEE [Consultar]) |     |     |     |     |     |

## Nacidos en la localidad
- Antoine Dumandré (1700-1761), escultor.
- Hubert Dumandré (1701-1781), escultor.